# Wojsko Polskie powstania styczniowego

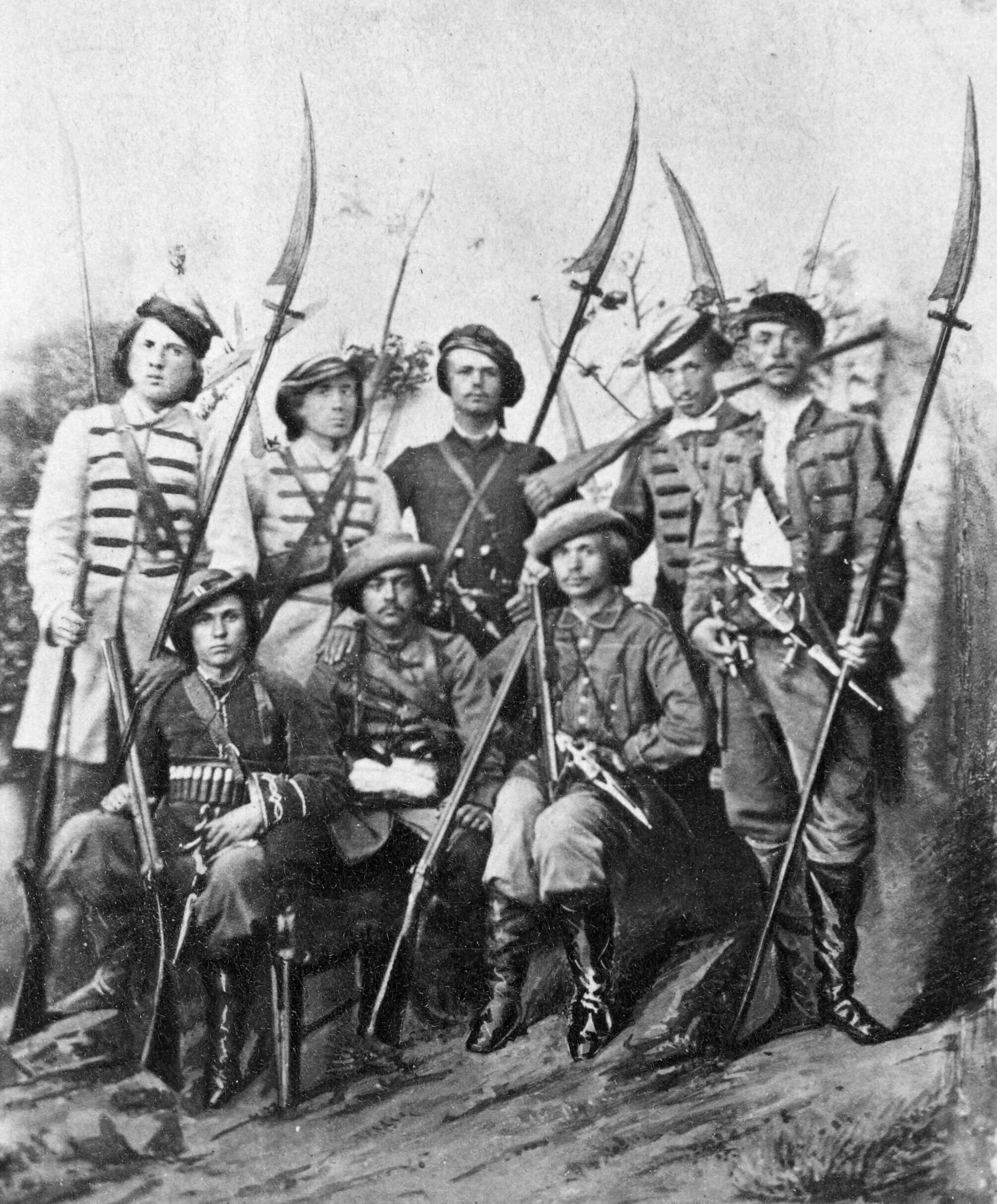
Kosynierzy 1863

Wojsko Polskie powstania styczniowego – polskie oddziały i pododdziały w okresie powstania styczniowego. 

## Organizacja wojska

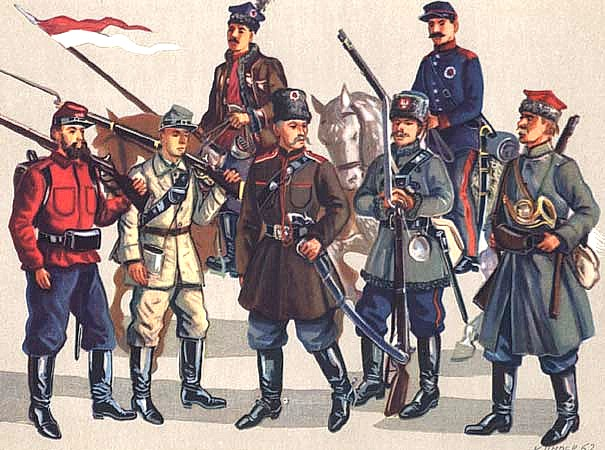
Powstańcy styczniowi

Próbą nadania samodzielnym oddziałom powstańczym typowej organizacji wojskowej był dekret wydany przez Romualda Traugutta. Dekret dzielił siły zbrojne na pięć korpusów, znosił podział wojska na województwa, likwidował dowódców bez oddziałów, sztabowców bez sztabów. Korpus dzielił się na dywizje, te na pułki, bataliony, kompanie i plutony. Dowódcy poszczególnych jednostek mieli być ściśle podporządkowani wyższym w hierarchii dowódcom.
Korpus I pod dowództwem gen. Heidenreich-Krukobe obejmował województwo lubelskie i podlaskie. Korpus II gen. Hauke-Bosaka województwo sandomierskie, krakowskie i kaliskie. Korpus III płk. Koziełło-Skały obejmował województwo augustowskie i grodzieńskie. Dowódcy Korpusu IV nie wyznaczono, a obejmował on województwo  mazowieckie i płockie. Korpus V – litewski oddany został pod komendę płk. Jabłonowskiego-Dłuskiego.
Z pięciu korpusów tylko II Korpus osiągnął gotowość organizacyjną. Koszt powołania pospolitego ruszenia do korpusów oszacowano na 20 mln złp. Przypuszczalnie te właśnie koszty odsunęły ich organizację na czas odległy

## Piechota powstania styczniowego

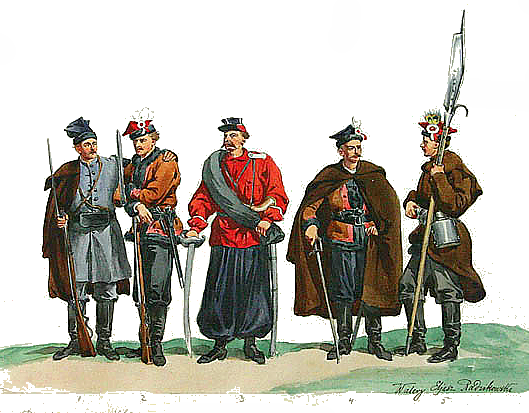
Piechota powstania styczniowego

Piechota stanowiła podstawowy rodzaj broni wojska powstańczego. Tworzona w warunkach wojny partyzanckiej, była bardzo zróżnicowana, tak pod względem organizacyjnym, jak uzbrojenia i wyszkolenia. Dzieliła się na dwa typy: 
- kosynierów uzbrojonych w broń białą,
- strzelców wyposażonych w broń palną.

Występowały też sytuacje, że brakowało kos, które można by było rozdać ochotnikom. W takich sytuacjach powstańców uzbrajano we wszystko co mogłoby posłużyć za broń. Poza kosynierami sporadycznie więc pojawiały się i inne formacje piesze do walki wręcz:
- pikinierzy – uzbrojeni w długie drążki z osadzonym na końcu jakimkolwiek ostrzem,
- drągalierzy – uzbrojeni w drągi czyli długie, grube kije,
- pałkinierzy – uzbrojeni w drewniane pałki w formie maczug,
- siekiernicy – uzbrojeni w siekiery i topory, choć zdarzało się, że ostrza siekier osadzano na długich drążkach i taką broń nazywano halabardami.

Jeśli chodzi natomiast o strzelców to występowały dwie główne formacje:
- karabinierzy – uzbrojeni w broń gwintowaną,
- tyralierzy – uzbrojeni w broń gładkolufową.

Oprócz tego występowały w niektórych oddziałach jeszcze kolejne formacje strzeleckie:
- żuawi – najlepiej uzbrojeni i wyposażeni żołnierze przeznaczeni do najtrudniejszych zadań,
- ptasznicy – formacja tyralierów złożona z najmłodszych powstańców, uzbrojona w najlżejszą broń, głównie dubeltówki.

Zgodnie z przedpowstaniowymi regulaminami piechoty, opracowanymi przez Mierosławskiego, podstawową jednostką uderzeniową był batalion kosynierski.  Miał on w swym składzie 4 kompanie kosynierskie i piątą strzelecką. Regulamin wydany w 1864 roku przewidywał już 6 kompanii, w tym 4 karabinierskie i 2 strzeleckie. Etat takiego batalionu określał regulamin na 665 ludzi. W wypadku jednak niemożności wystawienia takiego batalionu regulamin przewidywał 4 kompanie kosynierskie wzmocnione 24 strzelcami; razem 689 ludzi.
Regulamin piechoty wydany przez Rząd Narodowy w 1863 roku stworzył batalion 6-kompanijny, w tym dwie kompanie strzeleckie. Etat batalionu wyniósł 682 ludzi.
W rzeczywistości dowódcy samodzielnych oddziałów organizowali piechotę według regulaminów armii, w której odbywali służbę wojskową lub stosowali własną organizację. Sierakowski dzielił swoje bataliony na 6 plutonów, w tym 2 strzeleckie. Czachowski formował 3-kompanijne bataliony, a u Langiewicza 4-kompanijny batalion liczył około 300 ludzi. To, co nazywano kompanią, zazwyczaj było plutonem.

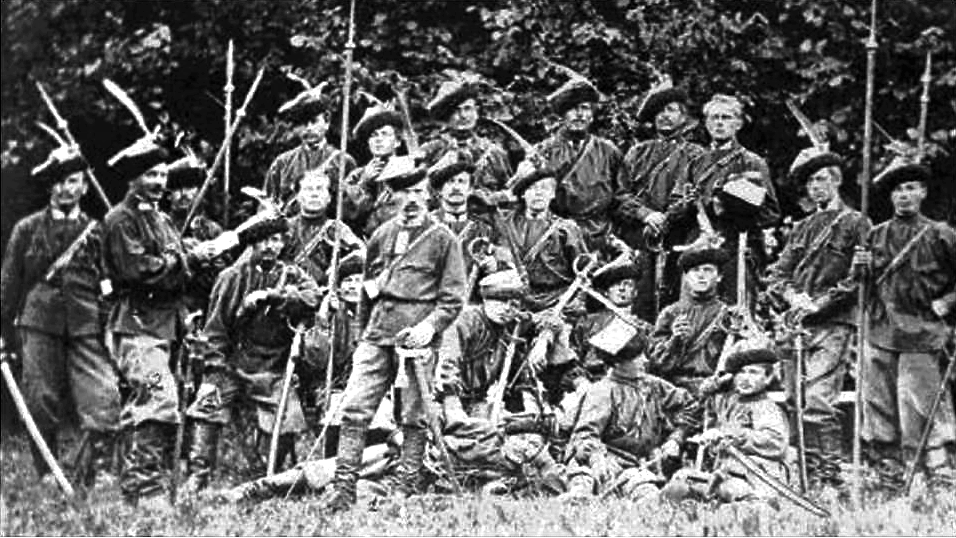
Oddział Ignacego Drewnowskiego

Reformy Traugutta starały się ujednolicić system. 4-pułkowa dywizja piechoty dzieliła się na 16 batalionów 4-kompanijnych, po 500 ludzi w batalionie. Tymczasem Hauke-Bosak w swej Instrukcji pierwiastkowej dla województw Krakowskiego i Sandomierskiego uznał, że podstawową jednostką była "czwórka". Dwie czwórki tworzyły sekcję, 4 sekcje - pluton, a 2 plutony - kompanię. Kompania posiadała etat 5 oficerów i 74 podoficerów i żołnierzy. Na każdych 100 pieszych wypadało 15 konnych zwiadowców.
Kompanie kosynierskie zbrojne były w kosy osadzone na sztorc, w proste dzidy czy halabardy lub drągi. Kompanie strzeleckie dysponowały bronią belgijską, francuską, austriacką, rzadziej pruską. Zdobyczna broń rosyjska nie cieszyła się powodzeniem. Broń białą w kompaniach strzeleckich stanowił bagnet sieczny lub czworograniasty, na stałe przytwierdzony do lufy. Niektórzy żołnierze posiadali łopatki, kilofy i inne narzędzia saperskie. Oficerowie posiadali szable i różnego typu pistolety lub rewolwery. Oddziały przychodzące z Galicji i z Poznańskiego miały często jednolite uzbrojenie pod względem kalibru. Ogólny brak jednolitości pod względem uzbrojenia stwarzał jednak ogromne trudności w dziedzinie zaopatrzenia w amunicję.

## Kawaleria powstania styczniowego

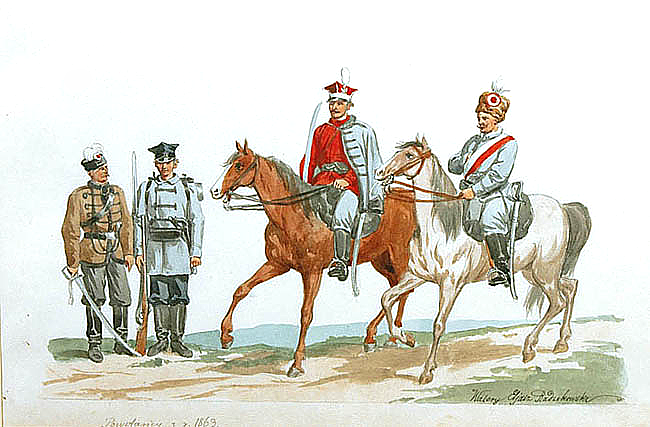
Jazda powstania styczniowego

Kawaleria powstańcza w latach 1863-1864 przechodziła rozliczne przemiany organizacyjne. Znajdowała się ona stale w stadium reorganizacyjnym.
Istniały zasadniczo dwa typy jazdy: kawaleria samodzielna uformowana w pułki, a nawet brygady, i kawaleria zwiadowczo-osłonowa. Dekret grudniowy zlikwidował ten podział, wprowadzając organiczną kawalerię dywizyjną.
Najczęściej spotykanym typem kawalerii w powstaniu 1863 roku, przed reformą, była kawaleria typu zwiadowczo-osłonowego. Każda partia powstańcza posiadała mały oddział jazdy, pełniący funkcje zwiadowcze i ubezpieczenia. W niektórych jednak wypadkach oddział taki prowadził działania zaczepno-odporne.
Organizacja oddziałów kawalerii tworzona była w oparciu o regulaminy Ludwika Mierosławskiego i Józefa Wysockiego. Nawiązywały one do tradycji narodowych z silnymi wpływami francuskimi. Przewidywały one w szwadronie 175 oficerów i żołnierzy, czyli w 5-szwadronowym pułku 875 szabel. Instrukcje z czerwca 1863 roku dostosowywały organizację do działań partyzanckich i przewidywały szwadron do 152 ludzi. W praktyce szwadron liczył około stu konnych. Gen. Hauke-Bosak powołał do życia szwadron lekki w sile 5 oficerów i 82 żołnierzy. Można przyjąć, że siła dywizyjnej kawalerii wynosiła około 696 szabel.

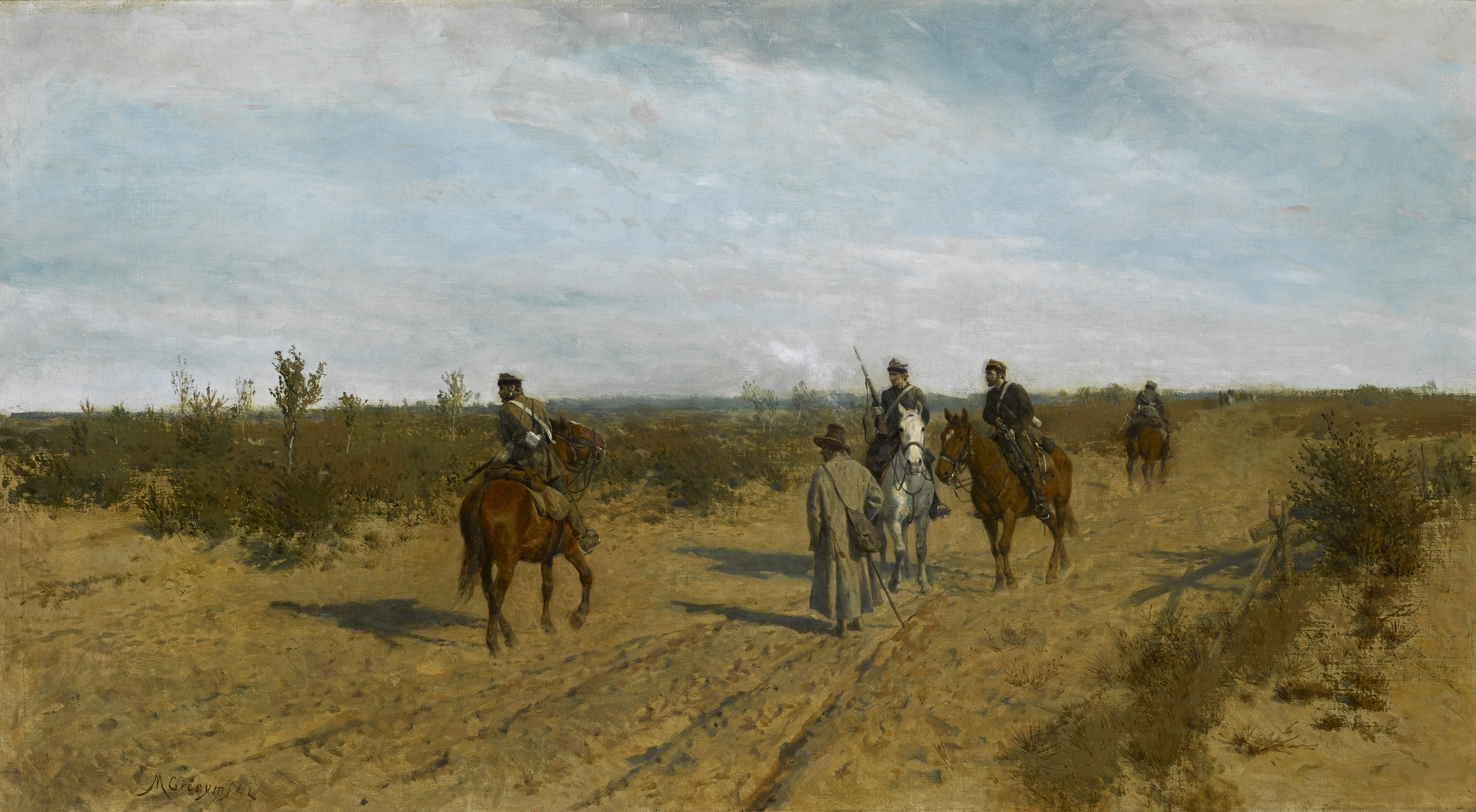
Patrol powstańczy – obraz Maksymiliana Gierymskiego, ok. 1873 roku

Kawaleria powstańcza była lepiej uzbrojona niż piechota. Uzbrojenie kawalerii w pierwszych miesiącach powstania było jednak tak różnorodne, że w czerwcu 1863 roku wydano instrukcję określające uzbrojenie szwadronu. Kadra oficerska i podoficerska  posiadać miała szable i pistolety, żołnierze pierwszego szeregu - lance, szable i pistolety, drugiego szeregu - lance, szable i karabinki. Rzeczywistość była jednak w dalszym ciągu inna i kształtowała się wyłącznie pod kątem możliwości lokalnych dowódców. Oddziały jazdy formujące się poza granicami Królestwa były z reguły lepiej uzbrojone. Zimą 1864 roku gen. Hauke-Bosak zdecydował aby odebrać jeździe karabinki na rzecz piechoty, pozostawiając je jedynie przy czwartych plutonach. Decyzję swą oparł na założeniu, iż zadaniem kawalerii jest szarża i pościg, w którym broń palna jest mało skuteczna.

## Artyleria i wojska techniczne
Artyleria w powstaniu nie odegrała żadnej roli. Wykluczał jej użycie charakter działań. Nawet zdobyty pod Żyrzynem sprzęt artyleryjski musiał być zniszczony.
Artyleria występowała u Langiewicza, Taczanowskiego, a u Rudowskiego istniała jedna wiwatówka. Wyprawa morska Łapińskiego wiozła również kilka działek.
W czasie trwania powstania kilkukrotnie podejmowano próby wytwarzania armat i stworzono następujące konstrukcje:
- Drewniane armaty – pojawiły się w kilku oddziałach powstańczych, ale najbardziej znane są dwie drewniane armaty z oddziału Mariana Langiewicza i użyte bojowo w bitwie pod Świętym Krzyżem.
- Armaty z Huty Bankowej – trzy działa trafiły do oddziału Antoniego Jeziorańskiego i były wykorzystywane w bitwie pod Małogoszczem.
- Armaty Zieleniewskiego – dwie takie armaty były w posiadaniu powstańców w bitwie pod Igołomią. Przy pierwszym wystrzale jedną z armat rozerwano, a drugiej już nie użyto.

Pod koniec powstania, jako namiastkę artylerii w kilku oddziałach powstańczych posiadano rakietników wyposażonych w race kongrewskie. 
Wojska techniczne: saperzy i pontonierzy znajdowali się tylko przy większych oddziałach. Wykonywali oni prace związane z budowaniem fortyfikacji niestałych, budową przejść przez rzeki, bagna, i odwrotnie, wykonywali zniszczenia ważnych urządzeń przeciwnika, dróg i mostów. Jednostki saperskie przygotowały umocnienia polowe pod Kobylanką. Oddział saperów posiadał zwykle swój własny tabor z potrzebnym sprzętem.

## Marynarka wojenna
Władze narodowe usiłowały stworzyć także marynarkę wojenną. Zakładano, że dowozić ona będzie, drogą morską, zaopatrzenie i posiłki na Żmudź i Litwę i walczyć z rosyjską żeglugą handlową. 
Pierwsza wyprawa, która miała zaopatrzyć powstańców litewskich w broń i amunicję oraz zasilić ich oddziałem ochotników, wyruszyła pod dowództwem płk. T. Łapińskiego 25 marca 1863 roku na statku "Ward Jackson". Jakkolwiek udało się zmylić czujność floty rosyjskiej i na szkunerze "Emilia" osiągnięto Mierzeję Kurońską, to jednak trudne warunki lądowania pod Schwarzortem uniemożliwiły wykonanie zadania.
Jesienią 1863 roku A. Magnan zaplanował ataki na statki i okręty rosyjskie operujące na Morzu Czarnym. Ekspedycja zakończyła się całkowitym fiaskiem i poważnymi stratami finansowymi, a statek "Samson" sprzedano. Trzecia próba została podjęta przez byłego oficera marynarki rosyjskiej Władysława Zbyszewskiego. Powołano Organizację Główną Sił Morskich i zakupiono statek "Kościuszko". Okręt wyruszył w rejs na Morze Czarne. Został on jednak internowany przez Hiszpanów w Maladze. Zbyszewski snuł jeszcze dalsze plany wojny na morzu, ale wobec upadającego już powstania i braku funduszów były one nierealne.

## Umundurowanie

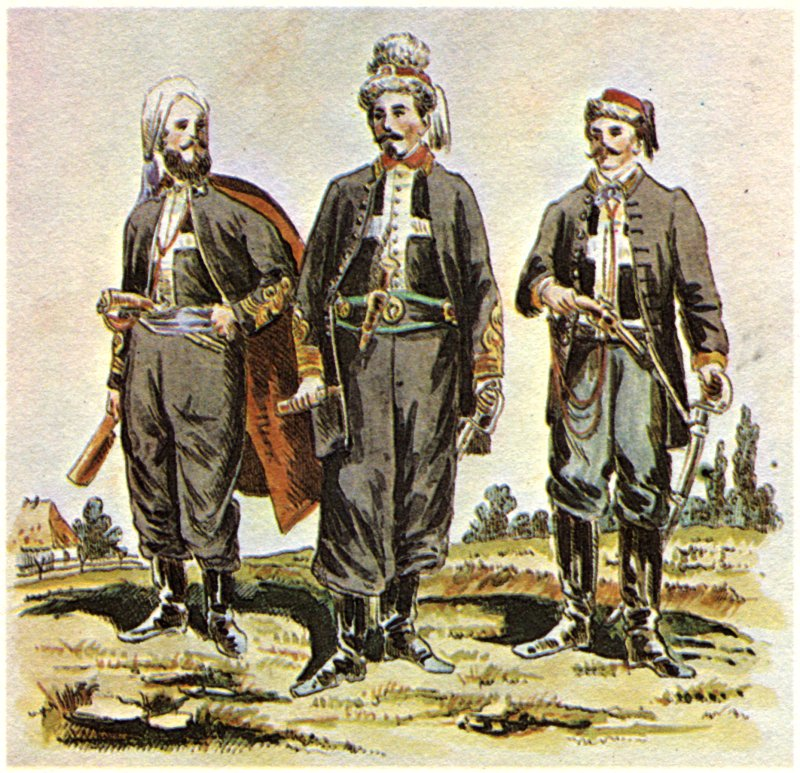
„Żuawi śmierci” – rysunek K. Sariusz Wolski na podstawie fotografii.

Mundurem oddziałów kosynierskich był zazwyczaj strój ludowy danego regionu, czasem na głowie rogatywka z orzełkiem lub z biało-czerwonym paskiem. W zimie dodawano kożuch i buty. Latem wiele oddziałów kosynierskich stawało do boju boso. Mundury strzelców to już istna mozaika i trudno, choćby ogólnie, określić jakiś typ umundurowania. Czamary, świtki, wołoszki, guńki, burki, kapoty, dawne kurtki ułańskie, kożuchy i sukmany oraz spodnie wpuszczone w cholewy stanowiły odzież powstańców.
Akcentowany był w nim pierwiastek narodowy. Noszono łatwe do wykonania kokardy biało-czerwone, orły z tarczą i czapki rogate. Oryginalnością ubioru wyróżniał się oddział żuawów śmierci w granatowych mundurach z białym krzyżem na kamizelce i tureckich czerwonych fezach. Niektóre oddziały nawiązywały do walk wyzwoleńczych we Włoszech, a ich mundur stanowiły czerwone koszule.
Jazda również nie posiadała jednolitego umundurowania. Istniały instrukcje o umundurowaniu poszczególnych rodzajów jazdy, ale dowódcy poszczególnych oddziałów kawalerii ustalali sami wzory umundurowania. Przeważały w umundurowaniu elementy narodowe, tradycje mundurów Księstwa Warszawskiego i Królestwa Polskiego. Nie brak było i tu elementów litewsko-ruskich.

## Służba sanitarna powstania
Warunki pełnienia służby sanitarnej w powstaniu styczniowym były wyjątkowo ciężkie. Wpływały na to nie tylko warunki wojny partyzanckiej, ale i okrucieństwo przeciwnika. Mordowanie rannych na polu bitwy lub w lazaretach było zjawiskiem powszednim, a udzielanie pomocy "buntownikom" częstokroć kończyło się śmiercią. Całość koordynowała Komisja Lekarska Wydziału Wojny Rządu Narodowego. Nie była ona jednak komórką nadrzędną w stosunku do lekarzy oddziałowych. Opracowywała ona instrukcje służby sanitarnej i zajmowała się ekspedycją lekarzy do oddziałów oraz zaopatrywaniem ich w konieczne fundusze, narzędzia i lekarstwa. Lekarze nigdy nie byli zaliczani oficjalnie do sztabów jednostek, nie mieli też stopni wojskowych. Odmiennie natomiast regulowały te sprawy przepisy Mierosławskiego z 1861 roku, które przewidywały etat lekarza do batalionu włącznie. W praktyce w 1863 roku lekarze byli często dowódcami oddziałów lub pełnili dodatkowe funkcje w sztabie.

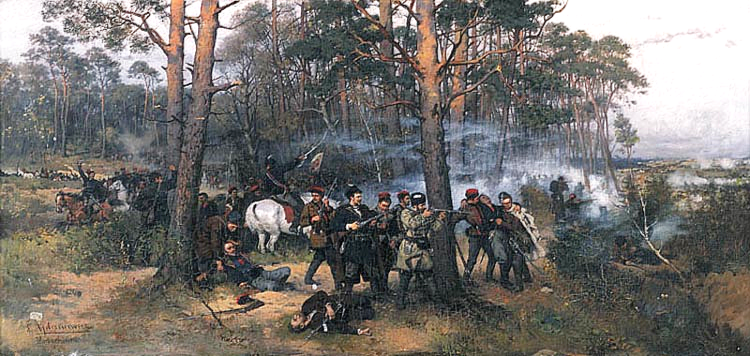
Scena z powstania styczniowego, obraz T. Ajdukiewicza z 1875

Obowiązki lekarza w polu regulowała Instrukcja dla lekarzy polowych. Zgodnie z jej literą: "Zadanie lekarza w polu jest dwojakie. Przede wszystkim powinien on zapobiegać powstaniu i szerzeniu się chorób przez należyte zastosowanie prawideł policji lekarskiej, a po wtóre leczyć powstałe już choroby i opatrywać rany". Do kompetencji lekarza należało: wybór miejsca obozowania, udzielanie rad profilaktycznie, opieka nad wozem ambulansowym i znajdującymi się na nim lekami. Instrukcja przewidywała, iż w oddziałach do 500 ludzi będzie 1 lekarz, 2 felczerów i 2 posługaczy, w oddziałach do 1000 ludzi - 2 lekarzy, 3 felczerów i 4 posługaczy, w oddziałach przekraczających 1000 żołnierzy przewidziany był oddział sanitarny oraz tabor. 
Na terenie Królestwa Polskiego istniało około 60 szpitali, łącznie na 2000-3000 rannych. Wielką bazę sanitarną stanowiła dla Królestwa Galicja, mogąca przyjąć około 4000 rannych. 
W czasie powstania około 150 lekarzy poniosło śmierć w walkach, na skutek wyroków sądowych lub też zostało zesłanych na Sybir. Ciężkie straty poniósł też personel pomocniczy, głównie kobiety, które masowo szły do więzień lub na wygnanie.

## Sądy w powstaniu styczniowym

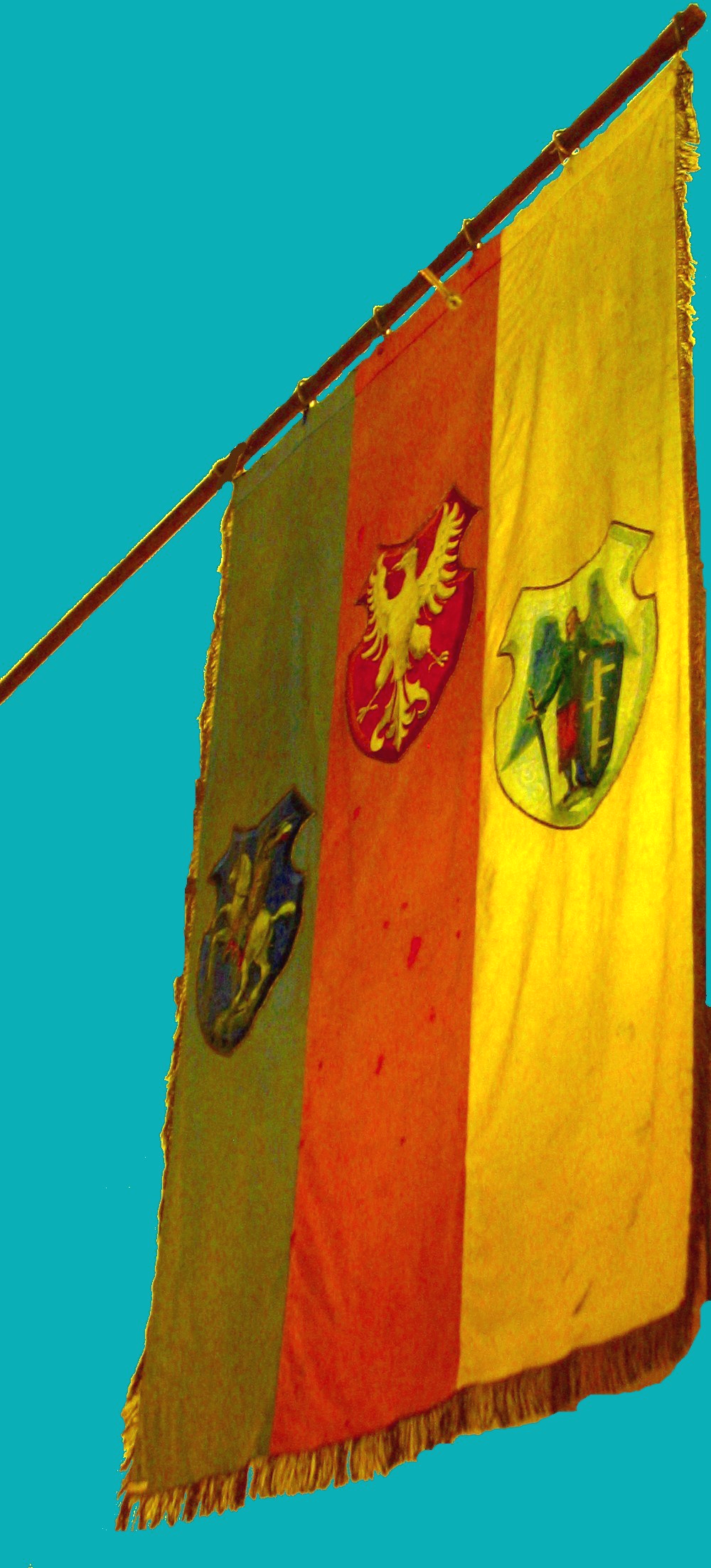
Chorągiew powstańców

Rząd Narodowy wydał trzy kodeksy karne, z których dwa ostatnie, lipcowy i listopadowy, zawierają również kodeks postępowania. Wydano też Ogólne prawidła zachowania się w powstańczej wojnie.
Powstańczy kodeks karny znał występki "przeciw służbie" i "przeciw moralności". Pierwsze obejmowały grupę przestępstw natury wojskowej, drugie – przestępstwa pospolite. Wyjątkowo ostro karane były przestępstwa skierowane przeciw "urządzeniom wojskowym". Ciężko karane były też wykroczenia popełnione w czasie służby wartowniczej. Istniały trzy typy sądów: sądy doraźne wojenne, sądy stałe i sądy koleżeńskie. Pod sądy doraźne podpadały najcięższe przestępstwa z obu grup występków. Wyrok sądu doraźnego był ostateczny i podlegał natychmiastowemu wykonaniu. Była to z reguły kara śmierci. Stosowano ją nie tylko wobec żołnierzy, ale wobec osób cywilnych.
Sądy wojenne stałe, w składzie 7 osób, sądziły sprawy w trybie zwyczajnym. Oskarżonemu przysługiwało prawo obrony. Wyrok sądu podlegał zatwierdzeniu przez dowódcę oddziału, który mógł wyrok złagodzić lub przekazać sądowi ponownie sprawę do rozpatrzenia.
Sądy koleżeńskie rozstrzygały sprawy sporne między żołnierzami oraz drobne "wykroczenia moralne". Kary polegały na areszcie, dodatkowym obciążeniu czynnościami służbowymi, czasowym zawieszeniu w wykonywaniu funkcji itp. Kara więzienia była niewykonalna, choć kodeks ją przewidywał. Stosowano również kary banicji, odebrania prawa służenia w szeregach narodowych i degradacji. Istniała również kara chłosty, nie przewidziana kodeksami.
Zgodnie z instrukcjami Rządu Narodowego, oddziały powstańcze przeprowadzały likwidację band rozbójniczych, które pod pretekstem walki z wrogiem dopuszczały się rabunków i rozbojów. Sprawców tych przestępstw sądzono doraźnie. Równie surowo karano członków i dowódców zdemoralizowanych oddziałów za podobne wykroczenia).
Po reorganizacji wojsk, dowódca II Korpusu, gen. Hauke-Bosak, wydał rozkaz, w którym precyzował kompetencje poszczególnych dowódców w ferowaniu wyroków śmierci. I tak: "naczelnicy dywizji i  dowódca pułku [...]  mają prawo  wydawać i stwierdzać  wyroki kary  śmierci podkomendnych sobie jak i obywateli w ogóle". Dowódcy batalionów mogli otrzymać "piśmienne prawo karania śmiercią", natomiast dowódcy kompanii otrzymali "prawo aresztowania i naznaczania sądu; o wyrzeczeniu sądu umyślnym natychmiast swemu dowódcy batalionu donosić". Rozkaz ten traktowano jako przepisy uzupełniające do obowiązujących kodeksów karnych oraz jako nieuchronną konieczność zaostrzenia represji w końcowej fazie powstania.